# ムアンシン歴史公園
ムアンシン歴史公園（ムアンシンれきしこうえん）はタイの歴史公園の一つ。世界でもっとも西に有るクメール遺跡、プラーサートヒン・ムアンシンを保護するために設置された。

## 概要
ムアンシンは13世紀から14世紀頃にクメール王朝のジャヤーヴァルマン7世の治世に建設が考えられている。ジャヤーヴァルマン7世の息子であるヴィーラクマーン王子の碑文内で23の地名が言及されておりその中にシュリーチャイヤーシンハプラ（獅子の町）という名前が言及されているが、学会では、これとムアンシン（獅子の町）を同一視する意見がある。
ムアンシンの中にはいくつかの建造物や城壁、有力者と見られる人物の墓と骨が見つかっている。ピマーイやアンコール遺跡などと比較すると小規模であるが、クメール勢力の最西端を示す遺跡であり、クウェー川流域において文明が存在していた事を示す重要な遺跡である。
この遺跡がクメール人によっていつ見捨てられたのは定かではないが、スコータイ時代やアユタヤ時代の文献に「ムアンシン」の名が登場して居ないことから、タイ族の南下にともなって見捨てられたと推測されている。
建築はバイヨン様式であり、遺跡はレンガで建設されている。中央の城を取り囲む城壁の内北、東、西の城壁は直線であるが、南の城壁のみクウェー川沿いにそって建てられている。遺跡の中央には城があり、その北西部には作りかけの寺院が残っている。どれも損傷が激しい。